# Geissorhiza monanthos
Geissorhiza monanthos är en irisväxtart som beskrevs av Christian Friedrich Frederik Ecklon. Geissorhiza monanthos ingår i släktet Geissorhiza och familjen irisväxter. Inga underarter finns listade i Catalogue of Life.

## Bildgalleri

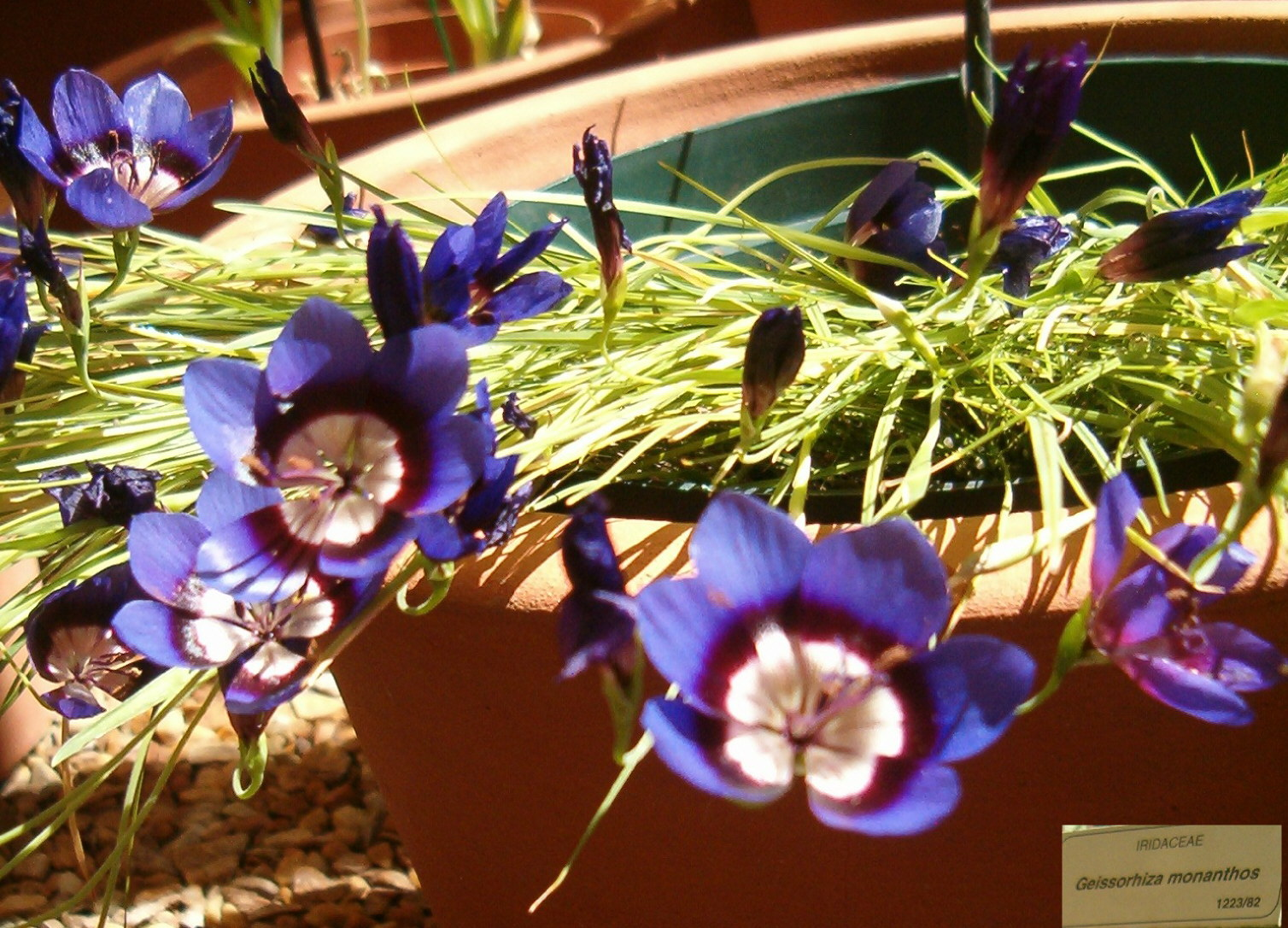
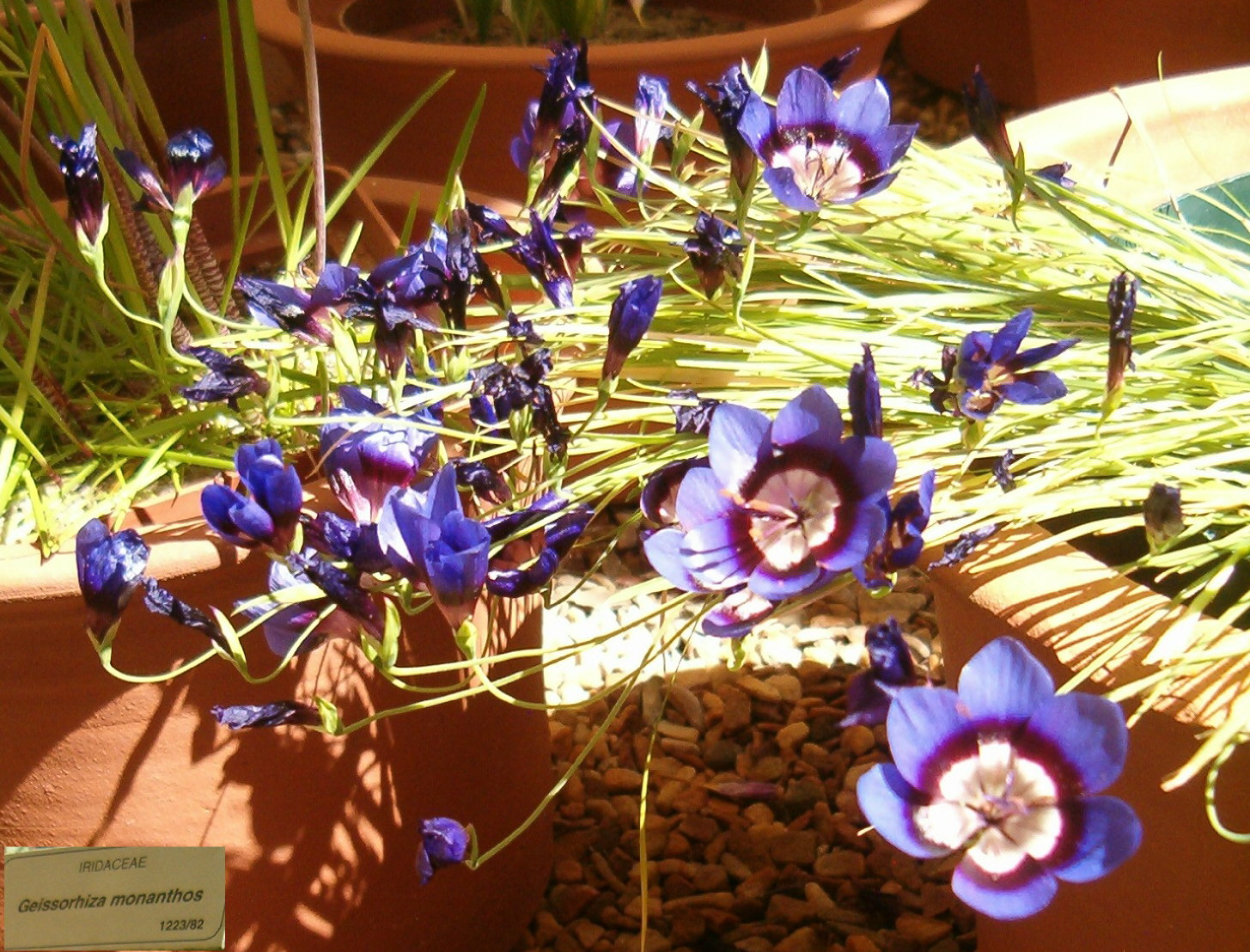
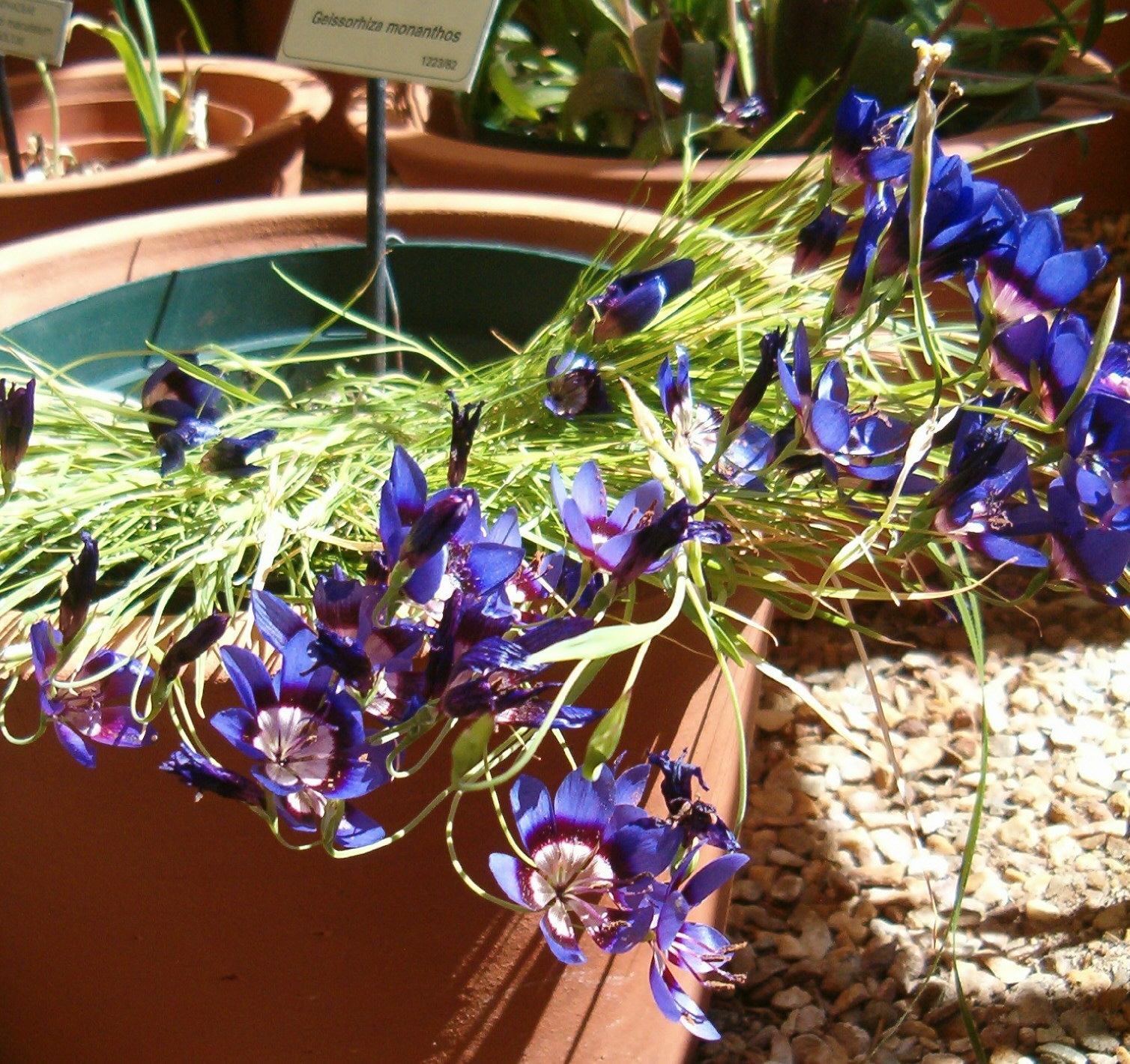